# (36722) 2000 RZ42
2000 RZ42 (asteroide 36722) é um asteroide da cintura principal. Possui uma excentricidade de 0.12751240 e uma inclinação de 9.98884º.
Este asteroide foi descoberto no dia 3 de setembro de 2000 por LINEAR em Socorro.